# 仙大
仙大（1797年正月—八月）是清代貴州民變軍領袖王囊仙所立的年號，共計8個月。據《剿捕檔》韋朝元供詞記載，苗民推舉王囊仙為首領，尊稱「皇仙娘娘」，取仙大為年號。

## 紀年對照表
| 仙大 | 元年   |
| ---- | ------ |
| 公元 | 1797年 |
| 干支 | 丁巳   |

## 同期存在的其他政權年號
- 中國
  - 嘉庆（1796年－1820年）：清朝—嘉庆帝顒琰之年號
  - 萬利（1796年－1798年）：清朝時期—王聪儿之年號
  - 天運 (林之華)（1796年－1798年）：清朝時期—林之華之年號
  - 大慶（1797年）：清朝時期—王大叔之年號
  - 萬利（1797年）：清朝時期—黎树之年號
  - 天順（1797年）：清朝時期—韋朝元之年號
- 日本
  - 寬政（1789年－1801年）：光格天皇之年號
- 越南
  - 景盛（1792年－1801年）：西山朝—富春阮光纘之年號

## 來源
1. ↑  李尚英〈嘉慶二年的王囊仙起義〉，《清史研究》1993年第2期，第86-89頁。
2. ↑  貴州省安龍縣志編纂委員會，《安龍縣志》卷一〈大事〉，貴州人民出版社，1992年，第44-46頁。ISBN 9787221027597